# Castelmagno
Castelmagno (piemontesisch Castelmagn, okzitanisch Chastelmanh) ist eine italienische Gemeinde (comune)   in der Provinz Cuneo (CN), Region Piemont.

## Lage und Einwohner
Die Gemeinde liegt etwa 30 km westlich von der Provinzhauptstadt Cuneo im oberen Val Grana in den südlichen Cottischen Alpen auf einer Höhe von 1150 m s.l.m. Das Gemeindegebiet umfasst eine Fläche von 48,75 km² und hat 55 Einwohner (Stand 31. Dezember 2023). Zur Gemeinde zählen die Fraktionen Campomolino, Chiappi, Chiotti und Colletto.  Der Sitz der Gemeinde liegt in Campomolino. 
Die Nachbargemeinden sind Celle di Macra, Demonte, Dronero, Marmora, Monterosso Grana, Pradleves und San Damiano Macra.

### Bevölkerungsentwicklung
Die Gemeinde Castelmagno hat seit 1871 eine Bevölkerungsrückgang von 96 % zu verkraften.

## Geschichte
Bereits den Römern bekannt, die eine dem Mars gewidmete „Arula“ hinterließen, die heute hinter dem Heiligtum des Schutzpatrons eingemauert ist, wird sie in einem Dokument aus der zweiten Hälfte des 13. Jahrhunderts mit dem Namen „Castri Magni“ zitiert ". Der Ortsname setzt sich aus dem Begriff „castello“ zusammen, der sich auf ein quadratisches Herrenhaus mit Ecktürmen bezieht, von dem in Colletto nur noch wenige Spuren übrig sind, und dem lateinischen Adjektiv MAGNUS, „groß“. 
Seine Geschichte ist frei von Ereignissen von gewisser Bedeutung und unterscheidet sich nicht von der der anderen Orte des Grana-Tals, die im Laufe der Jahrhunderte den Bischöfen von Turin, Cuneo, den Anjou, den Markgrafen von Saluzzo und den Savoyern unterworfen waren. Das wichtigste Denkmal ist das Heiligtum von San Magno, Held der mythischen thebanischen Legion und Beschützer des Viehs. Es war ein Ziel häufiger Pilgerfahrten und wurde in einem Gebiet erbaut, das früher dem Marskult gewidmet war. Es umfasst einen Teil aus dem 18. und 19. Jahrhundert sowie einen Vorgängerteil. Im letzteren können die Fresken von Pietro da Saluzzo aus dem 15. Jahrhundert sowie die Fresken bewundert werden, die die Passion Christi und die sieben heiligen thebanischen Märtyrer darstellen und im 16. Jahrhundert von Giovanni Botoneri aus Cherasco geschaffen wurden. Ausgestattet mit einem schönen Portikus enthält es auch eine sehr reiche Sammlung von Votivgaben.
Auch während des Zweiten Weltkriegs war das Gebiet von Castelmagno Schauplatz von Auseinandersetzungen, bei denen die Partisanenbrigaden der Gerechtigkeit und der Freiheit gegen die deutschen Besatzungstruppen antraten.
Seit Beginn des 20. Jahrhunderts, zwischen Industrialisierung und Kriegen, erlitt die Gemeinde, wie viele andere auch, eine starke Entvölkerung. Trotzdem hat es immer versucht, eine gewisse Vitalität zu bewahren, vor allem dank der touristischen Attraktion des Heiligtums, der Käseproduktion und der Tradition der okzitanischen Sprache und Kultur

## Gemeindepartnerschaft
- Quittengo, seit 1975

## Persönlichkeiten
- Giuseppe Martino (1915–2001), Radrennfahrer

## Kulinarisches
Die Gemeinde ist Namensgeber für den gleichnamigen Käse mit geschützter Ursprungsbezeichnung Castelmagno.

## Bildgalerie

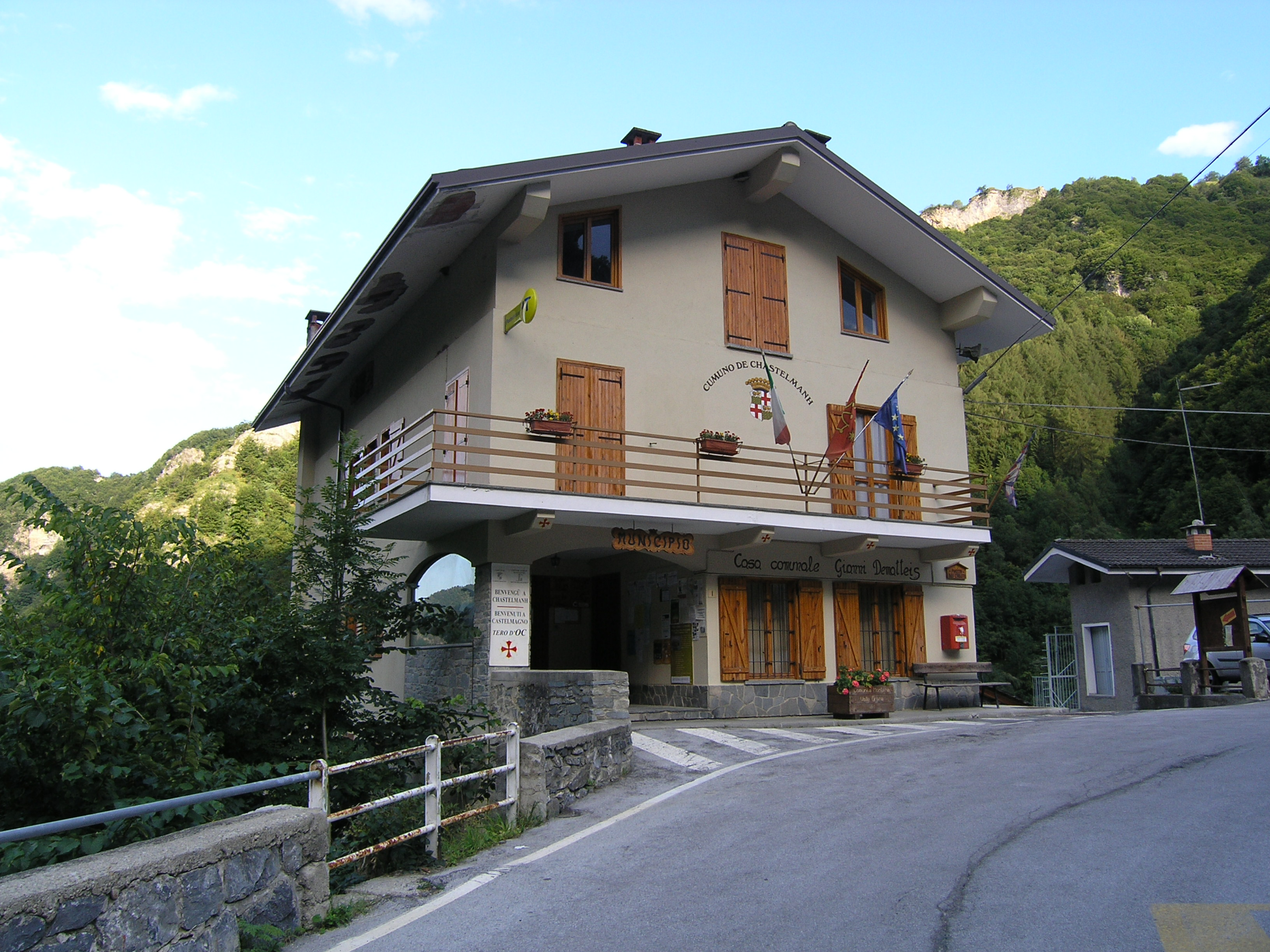
Rathaus in Campomolino
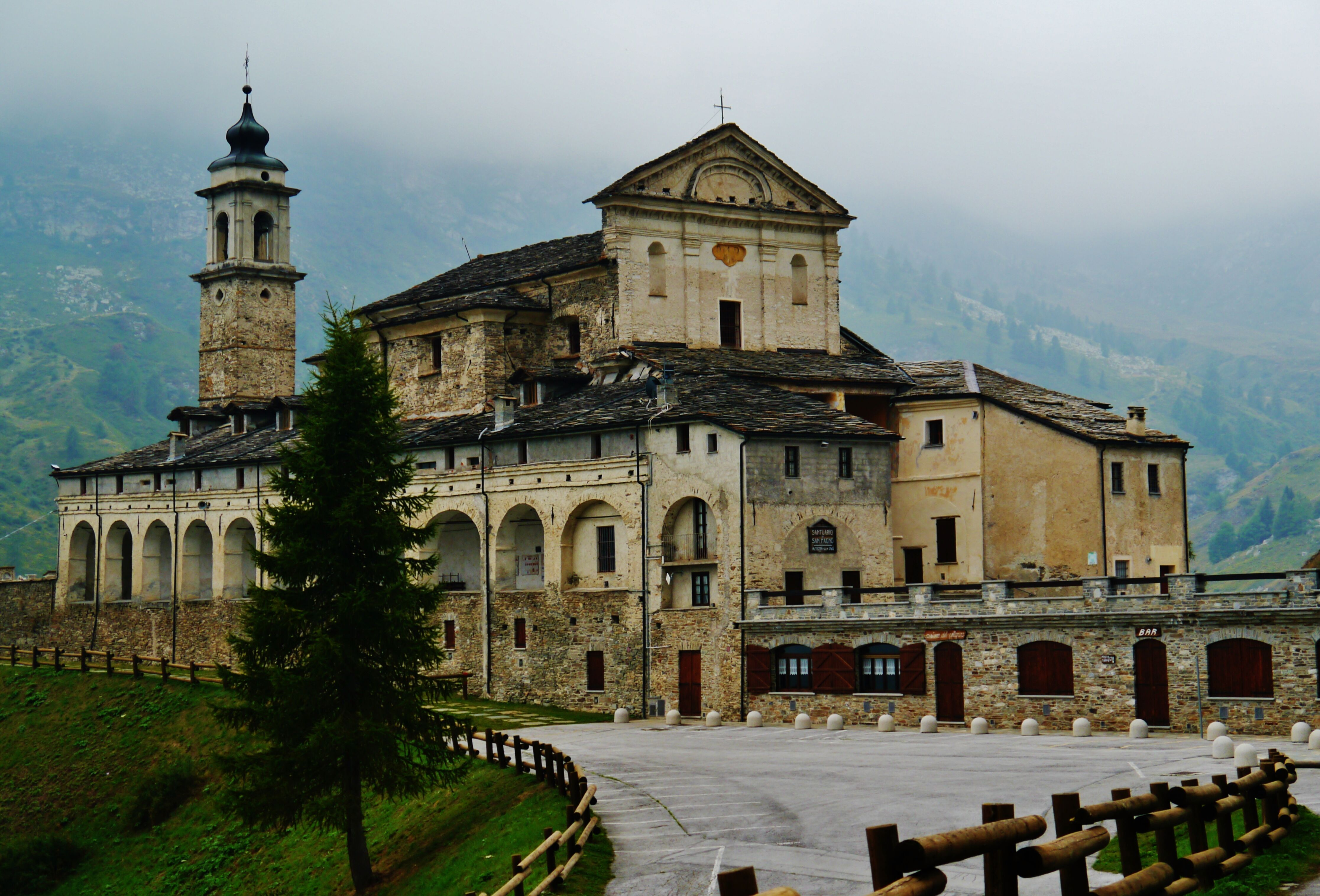
Santuario di Castelmagno
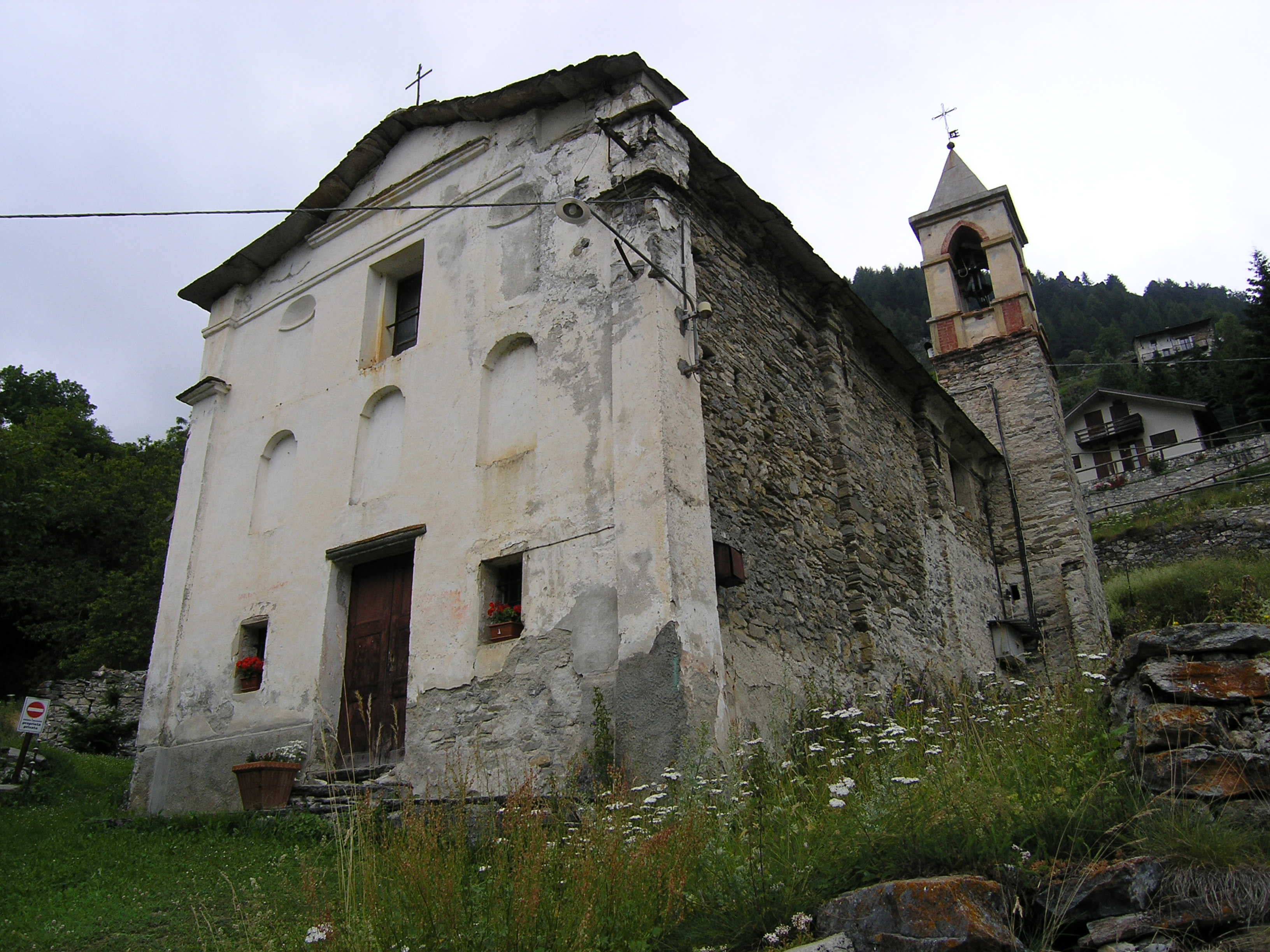
Ortsteil Chiappi
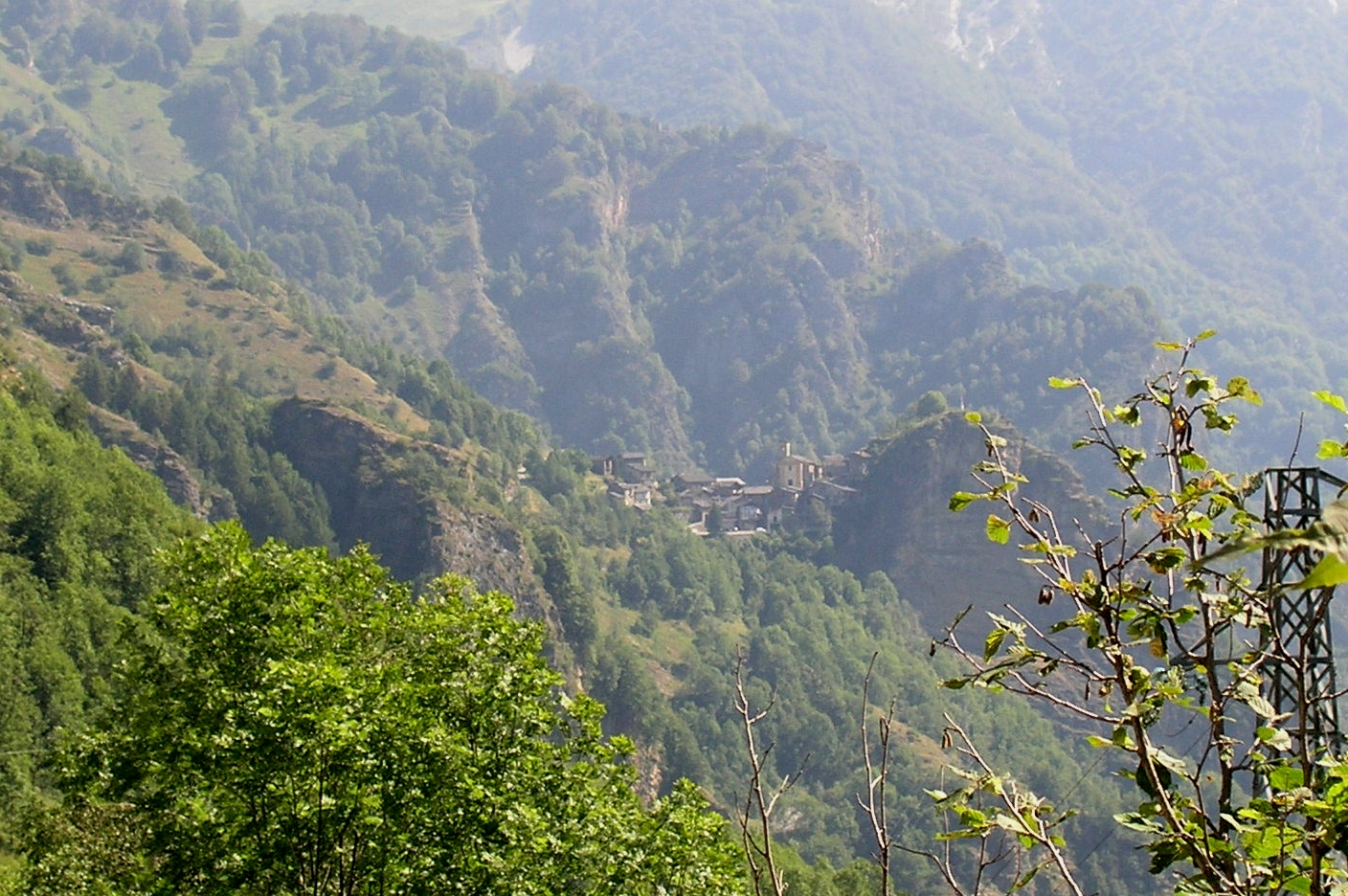
Ortsteil Colletto
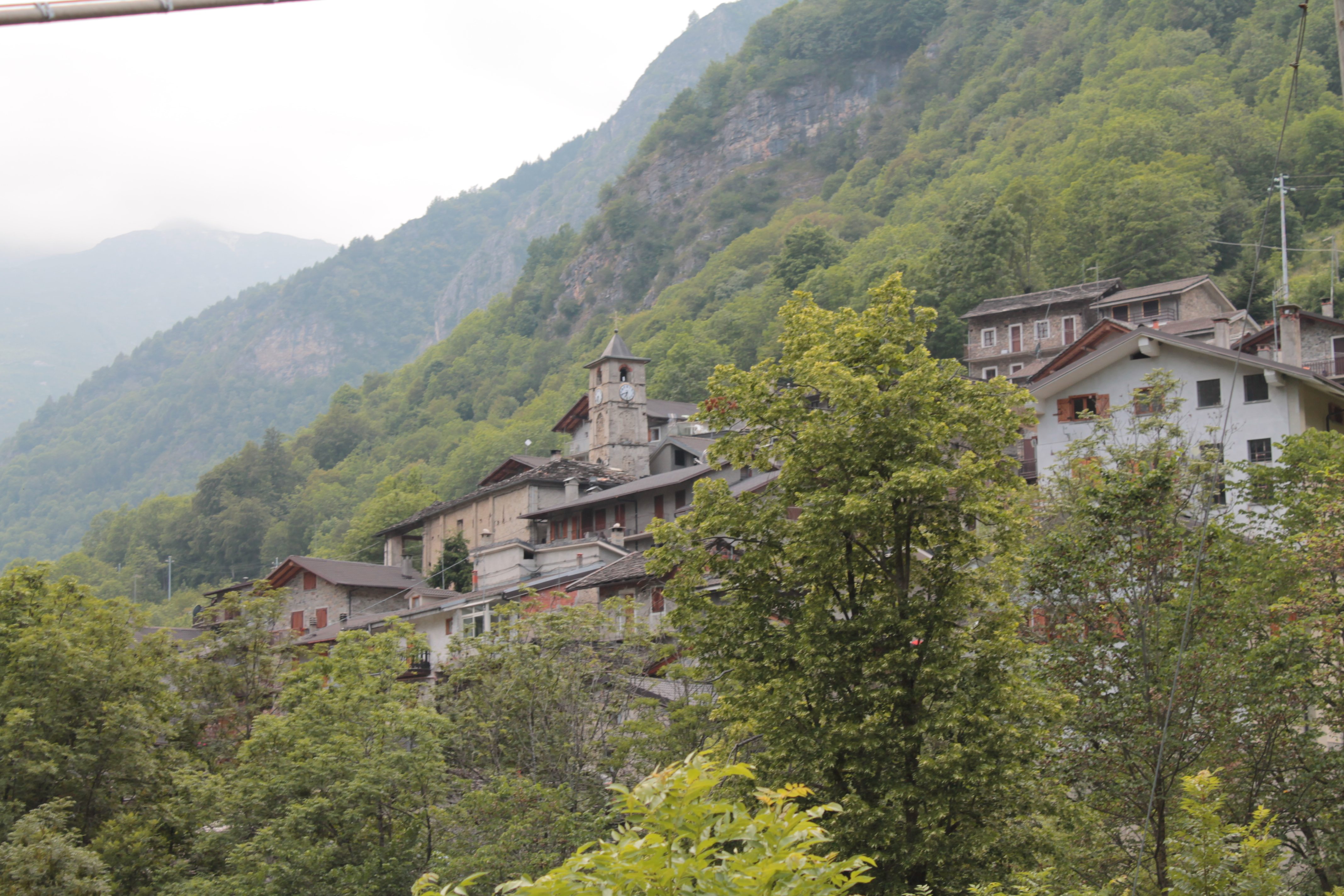
Ortsteil Campomolino
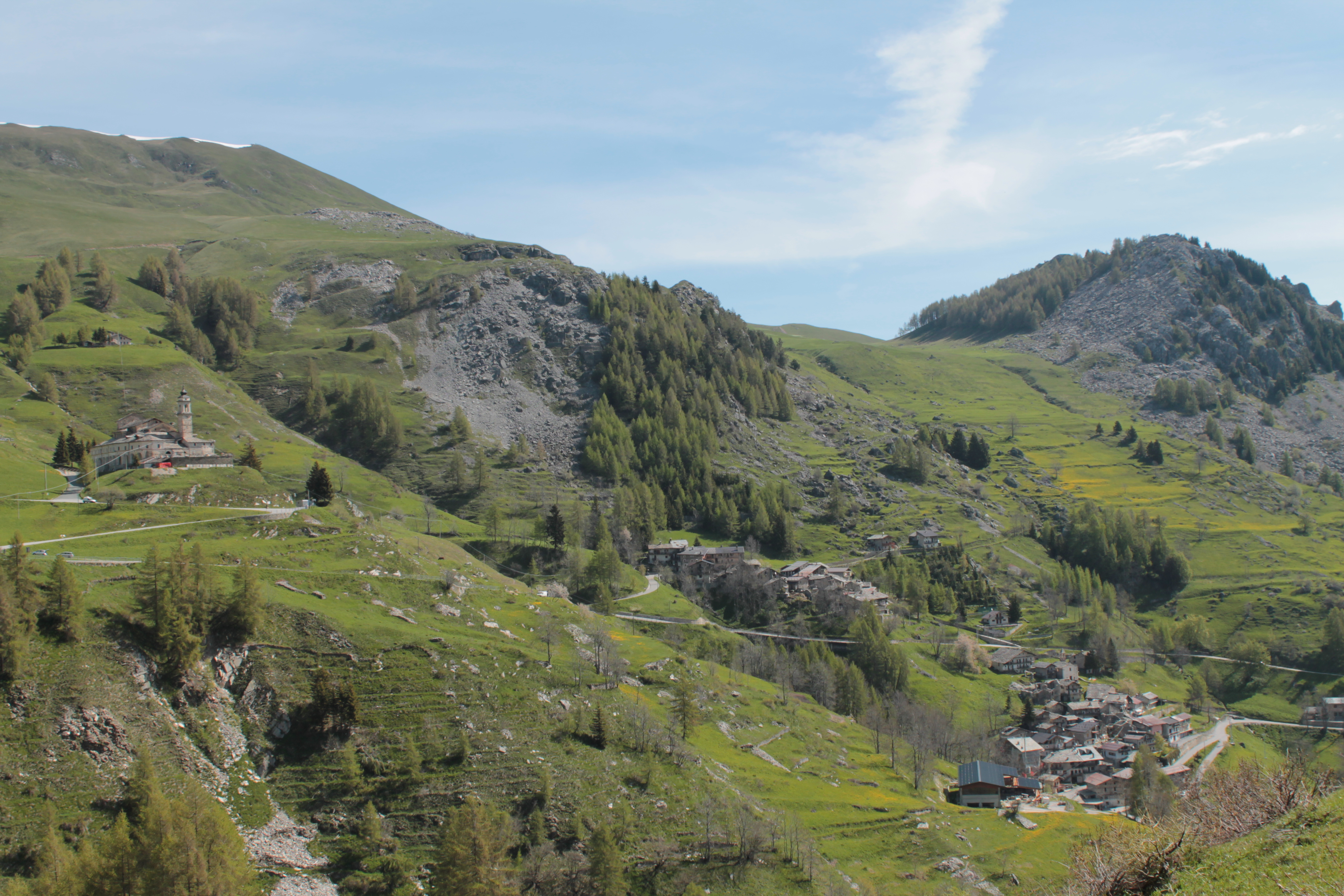
Ortsteil Chiappi
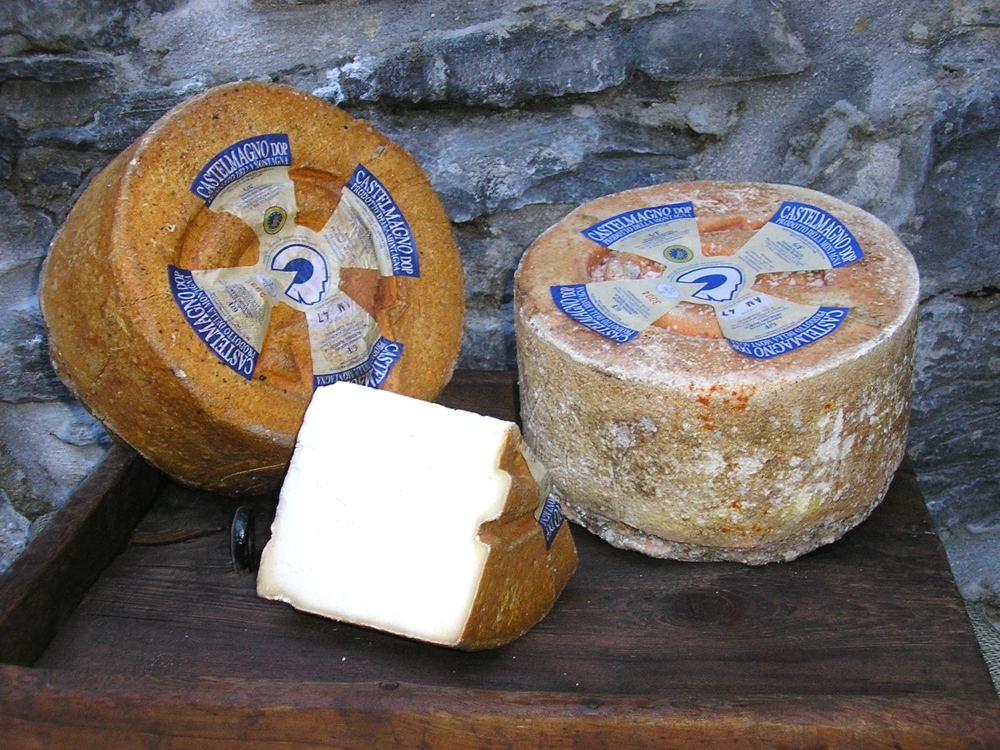
Castelmagno Käse